# オーナーブリーダー
オーナーブリーダーとは、自らの牧場で競走馬を生産して所有する生産者、すなわち馬主兼生産者のことである。

## 概要
日本では農地法により、現に居住して農業を営むものでなければ農地を所有することができなかった。つまり、サラブレッド生産牧場を自ら所有し、そこで生産されたサラブレッドを競走馬として自らの名義で走らせるには、自分自身が牧場に居ついて牧畜業に従事する必要があった。

## 日本における代表的なオーナーブリーダー
| 所有                                                | 生産                    |
| --------------------------------------------------- | ----------------------- |
| 吉田照哉 社台レースホース                           | 社台ファーム            |
| 吉田勝己 サンデーレーシング                         | ノーザンファーム        |
| ビッグレッドファーム サラブレッドクラブ・ラフィアン | ビッグレッドファーム    |
| 岡田牧雄                                            | 岡田スタッド            |
| 小林牧場                                            | 浦河小林牧場            |
| 藤原牧場                                            |                         |
| オリオンファーム                                    |                         |
| 桑田牧場                                            |                         |
| グッドラックファーム                                |                         |
| 谷川牧場 谷川弘一郎                                 | 谷川牧場                |
| 中山牧場                                            |                         |
| 村田牧場                                            |                         |
| ヒダカファーム                                      |                         |
| 上山牧場                                            |                         |
| 大道牧場                                            |                         |
| 飛渡牧場                                            |                         |
| 出口牧場                                            |                         |
| 山本牧場                                            |                         |
| 荻伏服部牧場                                        |                         |
| 天羽禮治牧場                                        | 天羽禮治                |
| 川島牧場                                            |                         |
| 服部牧場                                            |                         |
| ロイヤルファーム                                    |                         |
| ダイヤモンドファーム                                |                         |
| 酒井牧場                                            |                         |
| アラキファーム                                      |                         |
| 高昭牧場                                            |                         |
| 杵臼斉藤牧場                                        |                         |
| 谷岡牧場                                            |                         |
| 大栄牧場                                            |                         |
| 宮内牧場                                            |                         |
| 杵臼牧場                                            |                         |
| フジワラファーム                                    |                         |
| サンコウ牧場                                        |                         |
| 木村牧場                                            |                         |
| ミルファーム                                        |                         |
| 三嶋牧場                                            |                         |
| スピードファーム                                    |                         |
| 東振牧場                                            |                         |
| 松栄牧場                                            |                         |
| 聖心台牧場                                          |                         |
| 大川牧場                                            |                         |
| 桜井牧場                                            |                         |
| ベルモントファーム                                  |                         |
| 土井肇 土井薫 錦岡牧場                              | 錦岡牧場                |
| 槇本牧場                                            |                         |
| 辻牧場                                              |                         |
| 日進牧場                                            |                         |
| 協和牧場                                            |                         |
| 小泉賢悟                                            | 小泉牧場 ヒノデファーム |
| 西川賢                                              | ウエスタンファーム      |
| 八木良司 八木昌司 八木秀之 崎川美枝子               | 新冠タガノファーム      |
| グランド牧場                                        |                         |
| 坂東牧場                                            |                         |
| 日東牧場                                            |                         |
| 三石川上牧場                                        |                         |
| 吉田牧場                                            |                         |
| 那須野牧場                                          |                         |
| シンボリ牧場                                        |                         |
| 島川隆哉                                            | エスティファーム        |
| 千明牧場                                            |                         |
| 下河辺牧場 下河邉行雄                               | 下河辺牧場              |
| バンブー牧場                                        |                         |
| 飯田政子 飯田正剛 飯田良枝                          | 千代田牧場              |
| 伊達敏明                                            | サンシャイン牧場        |
| 前田幸治 前田晋二 前田葉子 ノースヒルズ             | ノースヒルズ            |
| 平井泰男 平井克彦 栄進堂                            | 栄進牧場                |
| 竹園正繼                                            | テイエム牧場            |
| 大樹ファーム                                        |                         |
| ユートピア牧場                                      |                         |
| 山科統                                              | バンダム牧場            |
| 新生ファーム                                        |                         |
| 西森鶴                                              | ニシケンファーム        |
| フォレブルー                                        |                         |
| 山下恭茂                                            |                         |
| 林孝輝                                              |                         |
| 猪野毛雅人                                          | 猪野毛牧場              |
| 西山茂行                                            | 西山牧場                |

また、嘗て存在したオーナーブリーダーとしてはメジロ牧場（現在のレイクヴィラファーム）も著名である。
なお、日本のオーナーブリーダーで初めて日本ダービーに優勝したのは秋田県の土田荘助が自らの牧場（土田農場）で生産・所有し、第3回日本ダービーで優勝したフレーモアで、史上初・唯一の秋田県産日本ダービー優勝馬であった。

## 主なオーナーブリーダー

### ヨーロッパ
- 第17代ダービー伯爵 - ダービーステークスの語源となったダービー伯爵家の当主で、馬主だけでなく生産者としてもPhalarisやハイペリオンといった後世に多大な影響を残した競走馬を生産している。
- エリザベス2世 - イギリスのウィンザー朝第4代女王。1952年から2022年までの在位70年の間、これまで慣習・先例として存在していたジョッキークラブの約240年の歴史上初めて王室勅許による法的根拠を与え公企業化（現在の英国競馬統括機構）させた事をはじめ、現代の英国競馬の基礎を作ったパトロンとしても知られており、本国「クイーンエリザベス2世ステークス」等競馬開催各国で冠競争を持ち、英競馬殿堂にも名を残した。そのエリザベス2世自身も自ら乗馬したりする傍ら400勝以上を誇るオーナーブリーダーとしても著名であり、ハイクレアやペルメル、ダンファームラインと言った名馬を多数生産・所有した。なお所有馬は2022年の崩御の際に、子であり国王に就任したチャールズ3世に引き継がれている。
- アーガー・ハーン4世 - イスラム教の一派ニザール派のイマーム。祖父アーガー・ハーン3世から受け継いだ競馬資産を活用し、シャーガーやシンダーなどに代表される欧州の名馬を生産・所有した。
- フェデリコ・テシオ - 20世紀前半のイタリアを代表する生産者で、リボーやネアルコといった後世の基礎となった種牡馬の生産者として知られる。名生産者の代名詞として、その名がしばしば使われる。
- マルセル・ブサック - フランスの繊維業者で、競走馬の生産において20世紀のフランスで一時代を築き上げた。トウルビヨンやファリスなどの名競走馬かつ名種牡馬を輩出したが、後年は生産馬に恵まれず低迷し、本業の破綻により全てを失った。
- スタブロス・ニアルコス - ギリシャの海運王。主にアメリカにおいて競走馬を生産し、欧州で走らせていた。代表的な生産馬にキングマンボ・マキャベリアンなどがいる。

### アメリカ
- アーサー・ボイド・ハンコック - 20世紀初頭の馬主で、クレイボーンファームの開設者となった。
- オグデン・フィップス - 20世紀初頭の馬主で、バックパサーやイージーゴアといった名馬を生産した。後にベルモントパーク競馬場にて記念競走が創設されている。
- ハリー・ペイン・ホイットニー - 20世紀初頭の馬主で、父であるウィリアム・コリンズ・ホイットニーが晩年に開設した牧場を元に競走馬の生産を行った。エクイポイズやリグレットといった名馬も生産している。ホイットニー家はその後も競馬に携わり、アメリカ競馬名誉の殿堂博物館創設にも関わった。
- エドワード・プランケット・テイラー - 近代カナダ競馬の祖となったオーナーブリーダーで、カナダの三冠体系制定など多方面でカナダ競馬の発展に寄与した。生産者としては、世界的名種牡馬となったノーザンダンサーの生産がとくに有名である。

### アジア
- シェイク・モハメド - アラブ首長国連邦の首相・副大統領でドバイのアミール。競馬組織ゴドルフィンの総帥で、世界各地に牧場を保有している。代表的な生産馬にドバイミレニアム、ハートレイクなどがいる。